# 甲酸乙酸酐
甲酸乙酸酐是一种有机化合物，化学式 C
3H
4O
3 ，结构式 H
3C-(C=O)-O-(C=O)H。它是甲酸和乙酸的混合酸酐。

## 制备
甲酸乙酸酐可以由23–27 °C下，甲酸钠和乙酰氯在无水乙醚里化合而成。
它也可以由甲酸和乙酸酐在 0 °C下化合而成。

## 应用
甲酸乙酸酐是一种甲酰化试剂，可以把醛基加在胺、氨基酸和醇上。它也是甲酰氟的前体。